# Euphorbia flavicoma
Euphorbia flavicoma là một loài thực vật có hoa trong họ Đại kích. Loài này được DC. mô tả khoa học đầu tiên năm 1815.

## Hình ảnh

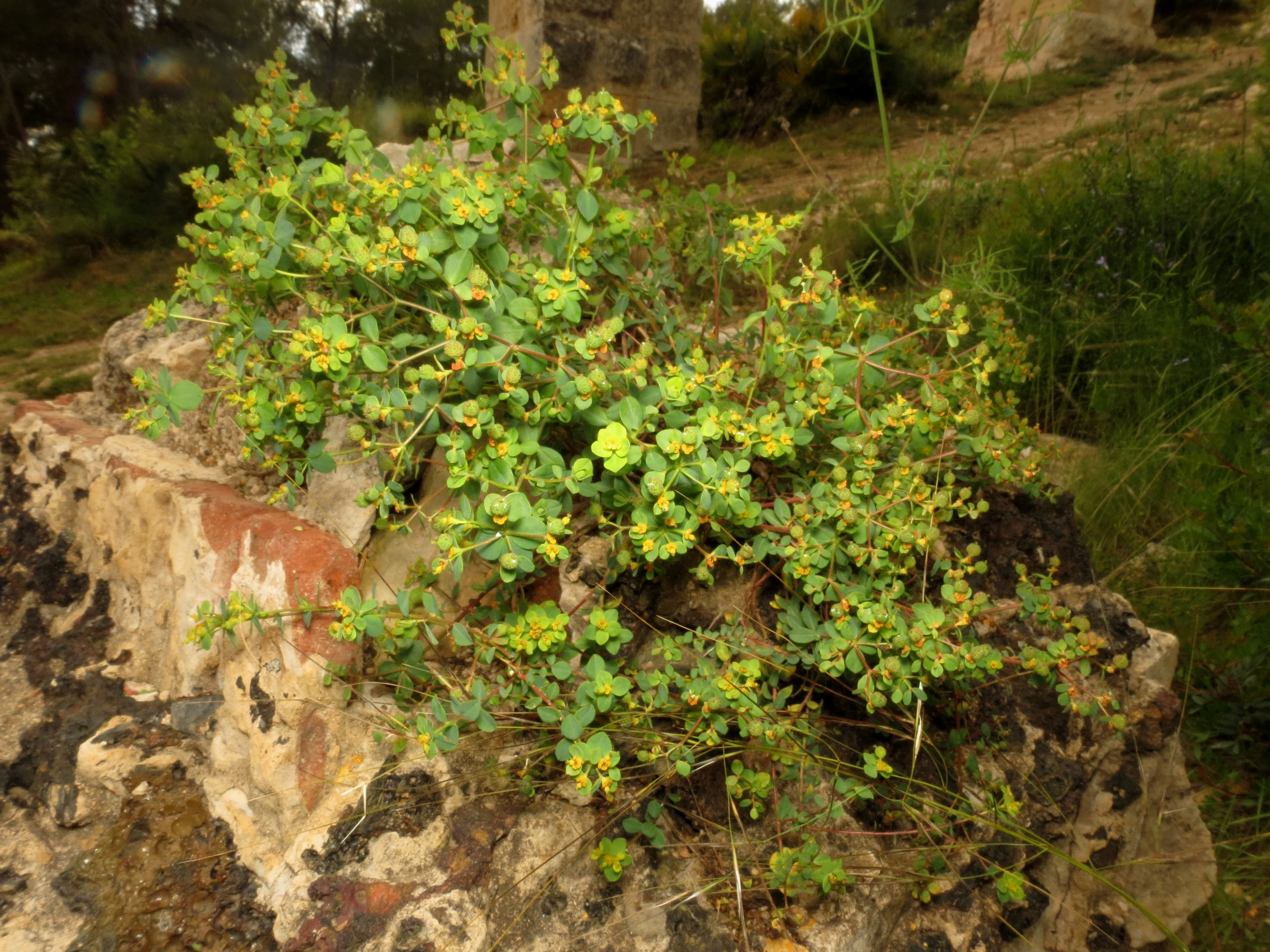
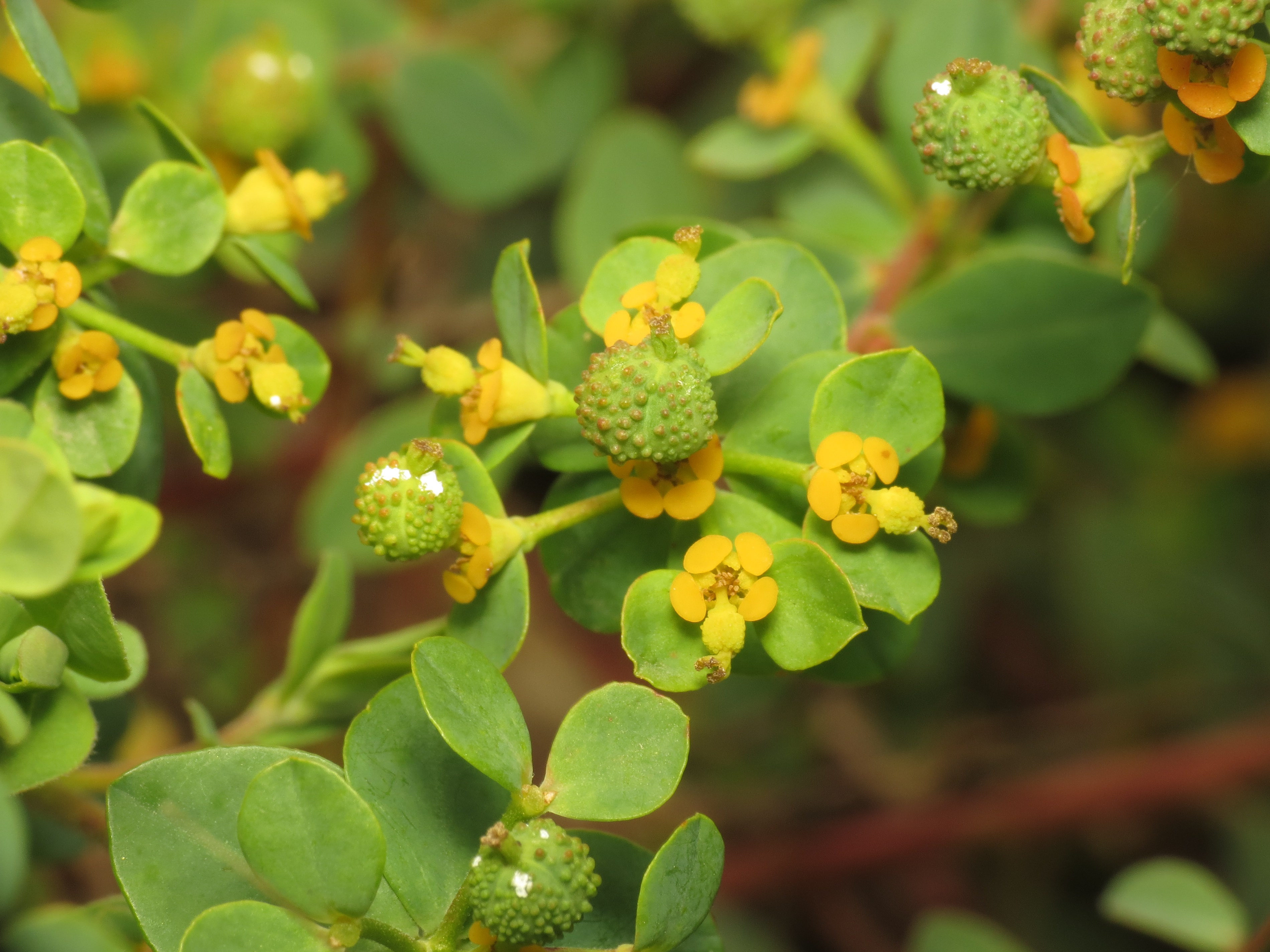
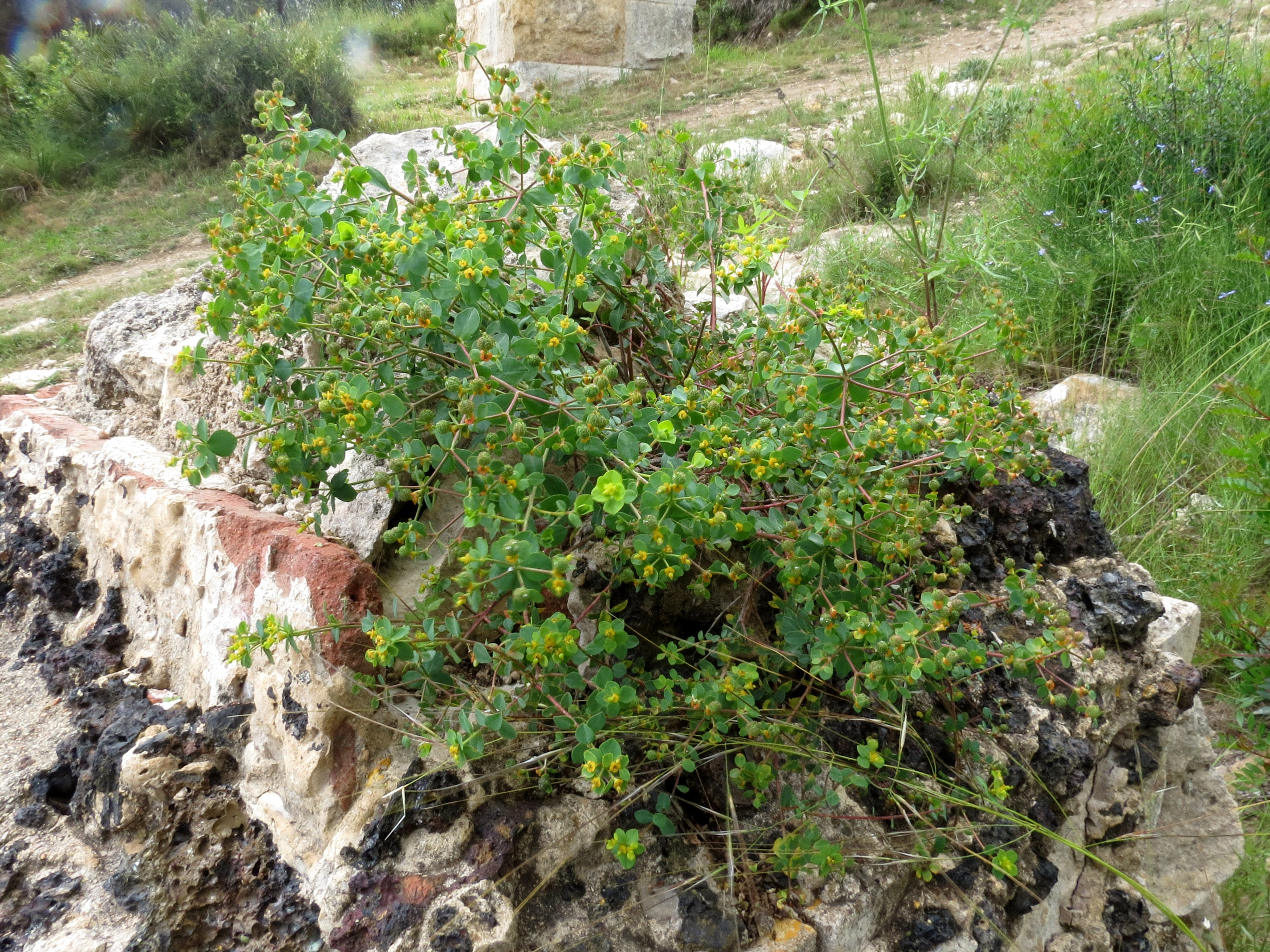